# Екологічний аудит
Екологі́чний ауд́ит — визначення сучасного екологічного стану усіх компонентів навколишнього середовища (літосфери та мінерально-сировинних ресурсів; геофізичних полів Землі і Космосу) та їх впливу на довкілля і здоров'я людей; геоморфосфери (рельєфу) та небезпечних ендо- та екзогеодинамічних процесів, руйнуючих літосферу і перетворюючих рельєф; поверхневої та підземної гідросфери і водних ресурсів; атмосфери і кліматичних ресурсів; фіто- та зоосфер і біологічних ресурсів; демосфери та стану здоров'я населення у зв'язку з екологічними чинниками; техносфери та її впливу на всі попередні компоненти природних екосистем). 
Екологічний аудит, згідно з Законом України "Про екологічний аудит" - це документально оформлений системний незалежний процес оцінювання об'єкта екологічного  аудиту, що включає  збирання і об'єктивне оцінювання доказів для встановлення відповідності визначених видів діяльності,  заходів, умов, системи екологічного   управління  та  інформації  з  цих  питань  вимогам законодавства   України про охорону навколишнього природного середовища та іншим критеріям екологічного аудиту.

#### Історія
Екологічний аудит у світі зародився на рубежі 1970-80-х років. Зокрема, в ЄС директива про екологічне аудіювання була прийнята в 1982 році, в 1984 році національне агентство з охорони навколишнього середовища США розробило концепцію екологічного аудіювання федеральних агентств.

#### Види аудитів
Існує два різних типи екологічних аудитів: аудит відповідності та аудит систем управління.
Аудити відповідності призначені для перевірки статусу відповідності діяльності організації правовим вимогам. 
Аудити ефективності систем екологічного менеджменту  призначені для підтвердження  відповідності діяльності організації вимогам міжнародних стандартів для систем управління навколишнім середовищем серії ISO 14000
У цих рамках можуть зустрічатися такі його види :
- Визначення відповідності суб'єкта господарської діяльності природоохоронним вимогам.
- Оцінка екологічної безпеки використовуваної сировини, обладнання, технологій,
- Оцінка економічної шкоди від забруднення,
- Оцінка небезпеки відходів,
- Визначення раціональності природокористування на конкретній території,
- Оцінка енергоспоживання та пропозиція шляхів щодо його зниження,
- Визначення обсягу викидів парникових газів та вироблення заходів щодо їх зниження,
- Оцінка екологічного ризику внаслідок техногенних аварій та стихійних природних процесів,
- Виділення екологічних проблем та розробка заходів щодо їх вирішення,
- Обґрунтування нормативно-правових актів, що приймаються, на предмет екологічної безпеки.

#### ISO 14001
ISO 14001  є добровільним міжнародним стандартом для систем управління навколишнім середовищем.
ISO 14001 містить вимоги до систем управління навколишнім середовищем, а ISO 14004  містить загальні рекомендації. Система управління навколишнім середовищем, що відповідають вимогам ISO 14001, є інструментом управління, яка дозволяє організації будь-якого розміру чи типу: 
1. Визначати та контролювати вплив своєї діяльності, продуктів або послуг на навколишнє середовище;
2. Постійно покращувати його екологічні показники та
3. Впроваджуйте системний підхід до встановлення екологічних цілей і завдань, їх досягнення та демонстрації їх досягнення.

Призначеність ISO 14001 — надати організаціям загальну схему діяльності задля охорони довкілля та реагування на зміни умов довкілля в рівноважному поєднанні з соціально-економічними потребами. 

##### Поширена помилка сприйняття сертифікації згідно з ISO 14001
Поширеною помилкою є те, що сертифікація ISO 14001 автоматично передбачає відповідність законодавству. Сертифікація згідно з ISO 14001 безпосередньо не відображає дотримання будь-яких правових вимог, хоча ISO 14001 вимагає від організації оцінювати свою відповідність вимогам законодавства. Якщо немає відповідності деяким законодавчим вимогам, ISO 14001 вимагає, щоб організація встановлювала конкретні цілі, пов’язані з невідповідністю(ями), а також створювала, впроваджувала та підтримувала програми для досягнення відповідності. Тому можливо, що на момент аудиту організація виконує вимоги ISO 14001, але є одна або більше невідповідностей конкретним вимогам, які ідентифіковані та над якими організація активно працює. 

#### Суб'єкти і об'єкти аудиту
Суб'єктами екологічного аудиту можуть бути замовники, фізичні та юридичні особи, а  об'єктами - підприємства, установчі організації, філії.

#### Мета, завдання і принципи екологічного аудиту

##### Мета аудиту
Метою екологічного аудиту є  перевірка дотримання законодавства про охорону НПС (Навколишнього природного середовища). 
Екологічний аудит в Україні проводиться відповідно до Закону України "Про екологічний аудит" з метою забезпечення додержання  законодавства  про  охорону навколишнього  природного середовища в процесі господарської та іншої діяльності. Законодавець дає наступне визначення: Кінцевою метою екологічного аудиту є визначення відповідності сучасної екологічної ситуації екологічним стандартам, які б забезпечували оптимальний стан довкілля та безпеку життєдіяльності людини.  

##### Завдання екологічного аудиту
1.Це збір достовірної інформації про екологічні аспекти, виробничої діяльності  об'єкта екологічного аудиту та формування на її основі висновку. 
2. Встановлення відповідності об'єкту  екологічного аудиту вимогам законодавства про охорону НПС. 
3. Оцінка впливу діяльності об'єкта екологічного аудиту на стан НПС. 
До  основних принципів ЕА належать:

##### Принципи
Основними принципами екологічного аудиту є:
незалежність;
законність;
наукова обґрунтованість;
об’єктивність;
неупередженість;
достовірність;
документованість;
конфіденційність;
персональна відповідальність аудитора.

#### Критерії екологічного аудиту
Критерії екологічного аудиту - вимоги нормативно-правових актів щодо охорони навколишнього природного середовища, методики, настанови, організаційні вимоги, керуючись якими екологічний аудитор оцінює докази екологічного аудиту, проводить їх аналіз та готує висновок щодо об’єкта екологічного аудиту.
До критеріїв екологічного аудиту можуть належати також інші вимоги, визначені законодавством.
Критерії екологічного аудиту визначаються у договорі на проведення екологічного аудиту.

#### Оформлення результатів екологічного аудиту
Результати екологічного аудиту подаються у формі звіту про екологічний аудит, який має містити:
загальні відомості про об’єкт та замовника екологічного аудиту;
підстави для проведення екологічного аудиту, його мету, завдання, програму та обсяг виконаних робіт;
відомості про виконавців екологічного аудиту;
перелік основних законодавчих актів та інших нормативно-правових актів, для перевірки на відповідність яким проводився екологічний аудит;
характеристику фактичного стану об’єкта екологічного аудиту, включаючи оцінку ефективності та достатності його природоохоронної діяльності, систем екологічного управління, стану природоохоронного обладнання та споруд, зокрема, час установлення, амортизація, придатність; відомості про сплату екологічних зборів і платежів, включаючи стан та можливості їх сплати та заборгованість, збитки, заподіяні навколишньому природному середовищу, стан статистичної та іншої звітності з охорони навколишнього природного середовища на предмет відповідності її фактичним екологічним показникам;
висновки екологічного аудиту щодо виявлених невідповідностей екологічних характеристик об’єкта екологічного аудиту вимогам законодавчих актів та інших нормативно-правових актів;
відомості щодо підприємств, установ, організацій та осіб, яким надається звіт.
Звіт про екологічний аудит може містити рекомендації щодо заходів, які необхідно вжити для усунення виявлених невідповідностей.
Звіт про екологічний аудит є власністю його замовника і підставою для прийняття ним відповідних рішень.
Висновки обов’язкового екологічного аудиту враховуються при визначенні умов приватизації об’єктів державної власності, що здійснюють діяльність, яка становить підвищену екологічну небезпеку, екологічного страхування об’єктів, що здійснюють таку діяльність, передачі або придбанні об’єктів у державну власність та в інших випадках, передбачених законодавством.

#### Приклад результатів аудиту
Наприклад, для нафтогазопромислового району результатом екологічного моніторингу є встановлення кореляції захворюваності населення досліджуваних територій від екологічних чинників, яка включає:
- бази даних різних рівнів захворюваності населення у різних районах за хворобами згідно з чинною міжнародною класифікацією хвороб (МКХ);
- бази даних з хімічного забруднення ґрунтів, поверхневих і ґрунтових вод, атмосферного повітря і рослинності важкими металами, радіонуклідами, нафтопродуктами;
- комп'ютерні карти екологічного стану геологічного середовища, геофізичних полів, геоморфосфери, ландшафтів;
- електронні карти хімічного забруднення ґрунтів, гідросфери, атмосфери і фітосфери;
- карти екологічного стану техносфери району.

Комп'ютерний кореляційний аналіз баз даних захворюваності кожної з груп хвороб МКХ разом з комп'ютерними (електронними) картами екологічного стану кожного із компонентів довкілля досліджуваної території дозволяє визначити пряму кореляційну залежність між різними захворюваннями і ступенем трансформації довкілля.
На основі аудиту і менеджменту розробляється прогноз розвитку екологічної ситуації у залежності від того чи іншого сценарію перспектив видобутку нафти і газу в тому чи іншому районі.

#### Сертифікація екологічних аудиторів в Україні
Сертифікація екологічних аудиторів в Україні здійснюється Комісією із сертифікації екологічних аудиторів відповідно до Закону України «Про екологічний аудит», Положення про Міністерство захисту довкілля та природних ресурсів України, Положення про сертифікацію екологічних аудиторів, затвердженого наказом Міністерства охорони навколишнього природного середовища України. Реєстр екологічних аудиторів розміщений на сайті Міністерства захисту довкілля та природних ресурсів України 

##### Комісія із сертифікації
Комісія із сертифікації екологічних аудиторів Мінприроди - це Комісія, що координує організаційні процедури, які необхідні для проведення кваліфікаційного іспиту, узагальнення його результатів та видачі сертифікатів екологічного аудитора.

##### Сертифікат екологічного аудитора
Сертифікат екологічного аудитора - це офіційний документ, який засвідчує рівень професійних знань, необхідних для здійснення екологічного аудиту підприємств, установ та організацій, їх філій та представництв чи об'єднань, окремих виробництв, інших господарських об'єктів у цілому або щодо окремих видів їх діяльності, систем екологічного управління, інших об'єктів, передбачених законом.